# Корисне навантаження (інформатика)
У обчислювальній техніці та телекомунікаціях корисне навантаження є частиною переданих даних, яка є фактичним повідомленням. Заголовки і метадані надсилаються лише для забезпечення доставки корисного навантаження.
У контексті комп'ютерного вірусу або хробака корисним навантаженням є частина зловмисного програмного забезпечення, яка виконує шкідливі дії.
Термін запозичений з транспортування, де корисне навантаження означає частину вантажу, транспортування якої оплачується.

## Мережа
У комп'ютерних мережах дані, що підлягають передачі, є корисним навантаженням. Вони майже завжди інкапсулюється у форматі кадру, що складається з бітів синхронізації і послідовності перевірки кадру. Прикладами є кадри кадр Ethernet, кадри Протокол точка-точка (PPP), кадри Fibre Channel та кадри модему V.42.

## Програмування
У програмуванні цей термін найчастіше використовується в контексті протоколів повідомлень, щоб відрізнити накладні витрати протоколу від фактичних даних. Наприклад, відповідь вебсервісу JSON може бути:
```
{ "data": { "message": "Hello, world!" } }
```

Рядок Hello, world! є корисним навантаженням повідомлення JSON, а решта — накладними витратами протоколу.

## Безпека
У комп'ютерній безпеці корисним навантаженням є частина приватного тексту користувача, яка також може містити зловмисне програмне забезпечення, наприклад хробак або вірус, яке виконує шкідливі дії, такі як видалення даних, розсилання спаму або шифрування даних. На додаток до корисного навантаження таке шкідливе програмне забезпечення також зазвичай має накладний код, спрямований на те, щоб просто поширюватися або уникнути виявлення.